# الطاقة الشمسية في تونس

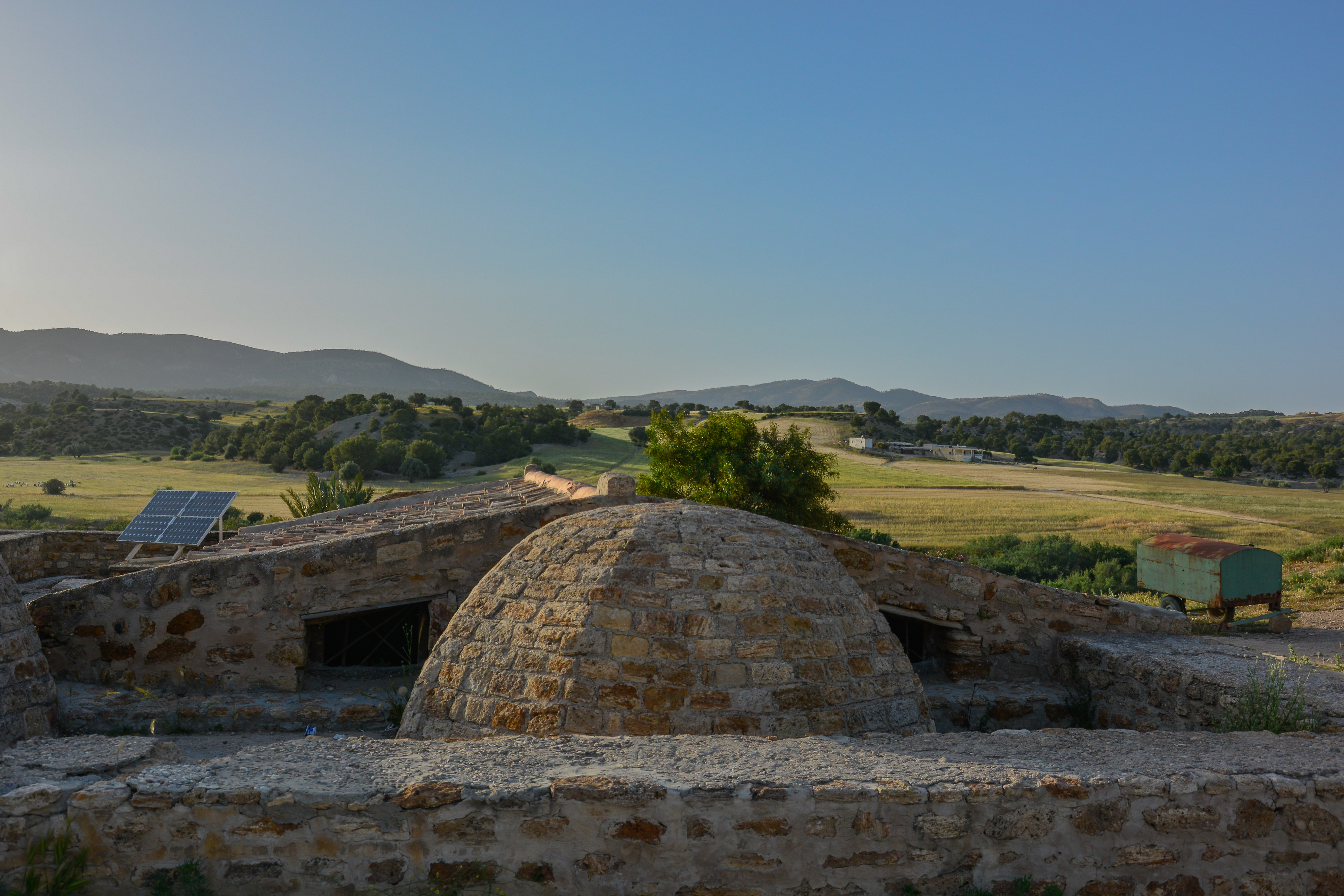
ألواح طاقة شمسية فوق المعلم الأثري حمام ملاق (ولاية الكاف).

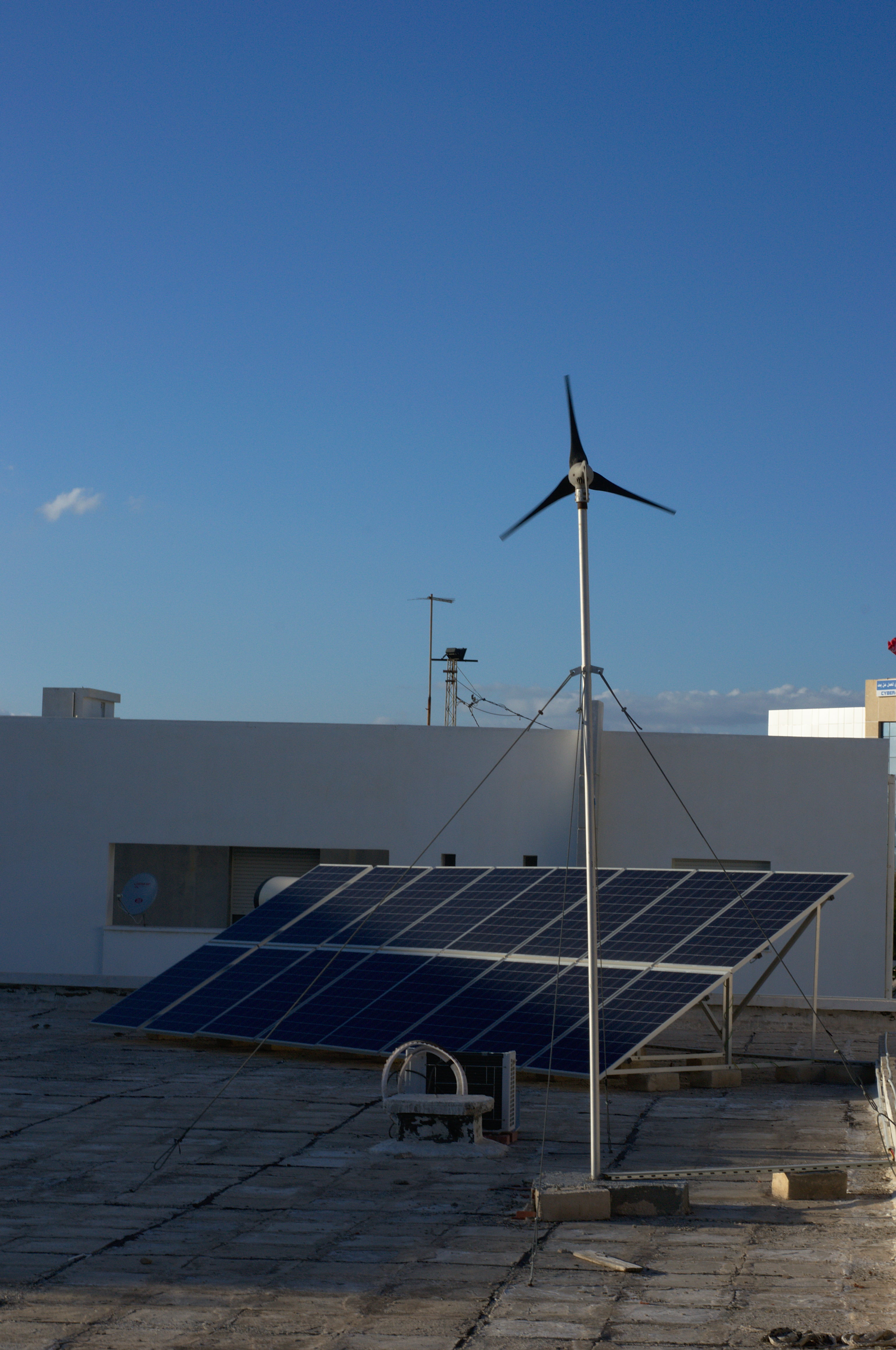
ألواح طاقة شمسية وعنفة رياح فوق سطح المدرسة العليا للعلوم والتكنولوجيا بحمام سوسة.

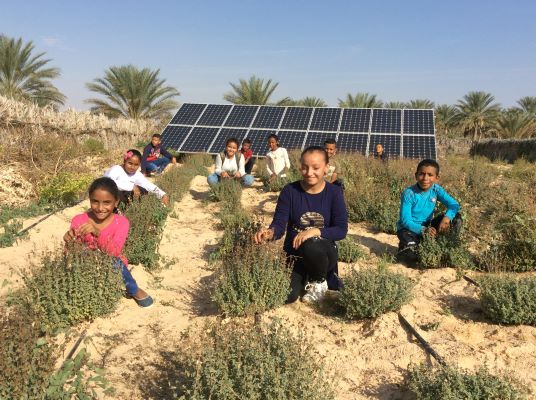
ألواح طاقة شمسية للاستعمال الفلاحي في منطقة بئر الشارف قرب مدينة الرقاب.

الطاقة الشمسية في تونس هي إحدى مصادر الطاقة المتجددة التي تهدف تونس إلى الارتكاز عليها كمصدر أساسي للطاقة، على المدى المتوسط والبعيد.

فيما يخص الطاقة الحرارية الجوفية والطاقة الشمسية، شهدت تونس قفزة نوعية بداية من حوالي سنة 2008، حيث انتقلت قيمة إجمالي إمدادات الطاقة الأولية من 3 طن نفط مكافئ إلى 96 طن نفط مكافئ في 2016. أما إجمالي الاستهلاك النهائي لهاته الطاقات كان 0 طن نفط مكافئ في 2009، وانتقل من 27 طن نفط مكافئ في 2010، إلى 50 طن نفط مكافئ في 2016. 

بالنسبة للطاقة الضوئية، إنتقلت قيمة الإنتاج من 0 جيغاواط/ساعة في 2009 (1 في 2010)، إلى 63 جيغاواط/ساعة في 2016. يمثل ما تنتجه تونس من الطاقة الضوئية 0.02% من الإنتاج العالمي في 2016.

تتمتع تونس بإمكانيات شمسية كبيرة، تقدر ب1800 كيلوواط ساعي/متر مربع/السنة في شمال البلاد، و2600 كيلوواط ساعي/متر مربع/السنة في جنوبها، بينما يبلغ عدد ساعات الشمس المشرقة 3400 ساعة في السنة.

## الطاقة الضوئية

### المشاريع الكبرى

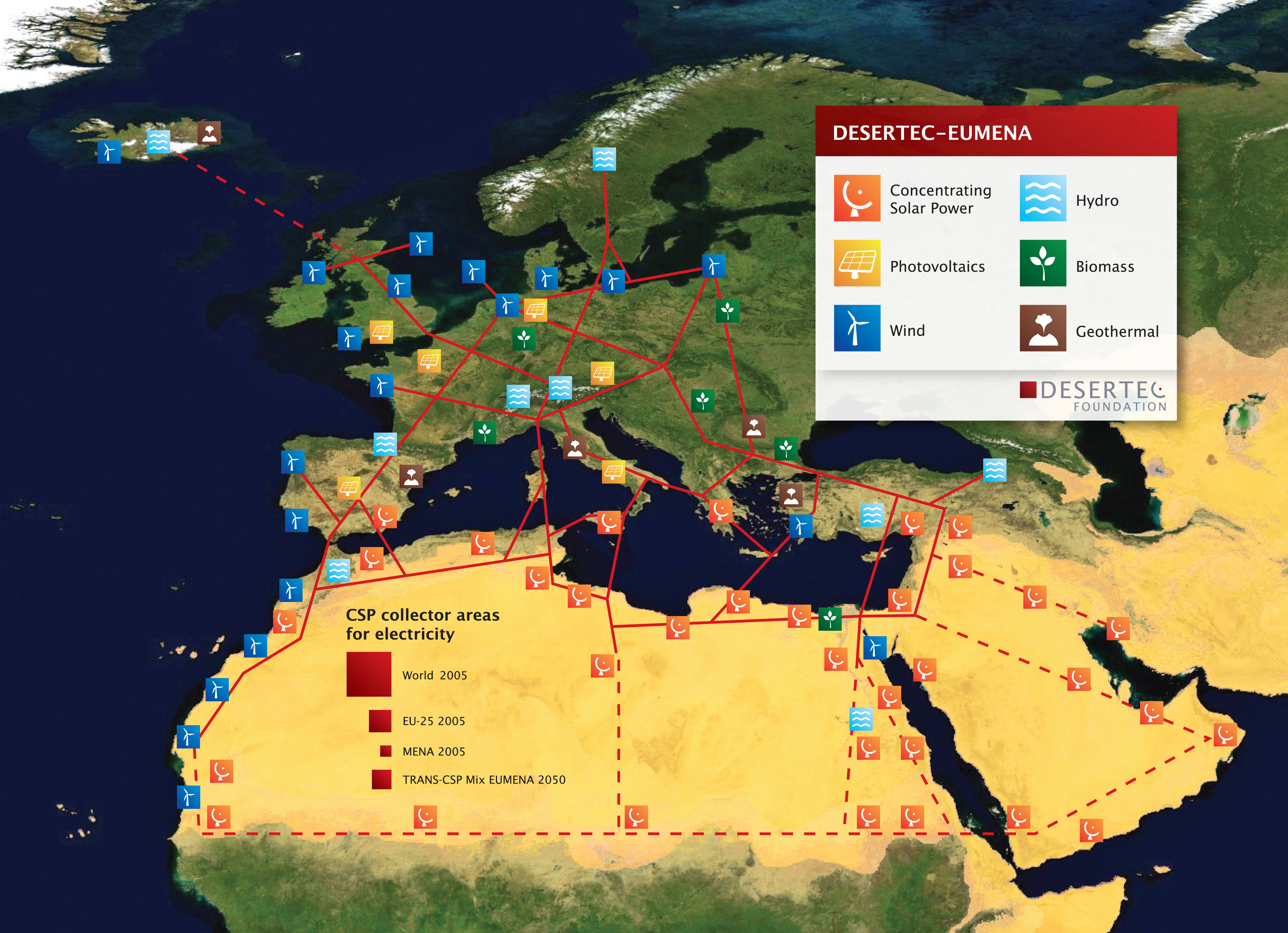
مشروع ديزرتيك.

من أكبر مشاريع الطاقة الشمسية في تونس، يوجد مشروع ديزرتيك الضخم الذي سينجز على مساحات واسعة من الصحراء الكبرى، مشرِّكًا بذلك عدة دول من شمال أفريقيا.
أطلقت تونس طلب عروض في 5 مايو 2018، يهدف لإنشاء 5 محطات للطاقة الكهروضوئية، ستكون الأولى من نوعها في تونس، وهي:
- محطة الطاقة الكهرضوئية بتطاوين بقوة 200 ميغاواط.
- محطة الطاقة الكهرضوئية بالقيروان بقوة 100 ميغاواط.
- محطة الطاقة الكهرضوئية بقفصة بقوة 100 ميغاواط.
- محطة الطاقة الكهرضوئية بسيدي بوزيد بقوة 50 ميغاواط.
- محطة الطاقة الكهرضوئية بتوزر بقوة 50 ميغاواط.

سيتم افتتاح أول محطة لإنتاج الطاقة الكهرضوئية بتوزر في 15 يونيو 2019، وهي بقوة 10 ميغاواط.

## مقالات ذات صلة
- الطاقة المتجددة في تونس
- الطاقة النووية في تونس
- الطاقة في تونس
- الوكالة الوطنية للتحكم في الطاقة

## روابط خارجية
- تقرير سوق الطاقة الكهروضوئية في تونس: الوضع الحالي والآفاق، المؤسسة الألمانية للتعاون الدولي والوكالة الوطنية للتحكم في الطاقة، يوليو 2013.